# الگوی دورپیوند اقیانوس آرام–آمریکای شمالی
الگوی دورپیوند اقیانوس آرام–آمریکای شمالی (انگلیسی: Pacific–North American teleconnection pattern) که به اختصار PNA نیز نامیده می‌شود، یک اصطلاح اقلیمی برای یک الگوی اقلیمی در مقیاس بزرگ با دو حالت مثبت و منفی است و به الگوی گردش اتمسفری بر روی اقیانوس آرام شمالی و قاره آمریکای شمالی مربوط می‌شود.
در فاز مثبت این الگو، مقدار فشار اتمسفری در مجاورت هاوایی و بر فراز منطقه بین کوهستانی آمریکای شمالی بالاتر از حد متوسط و در جنوب جزایر آلیوتی و در جنوب‌شرقی ایالات متحده آمریکا پایین‌تر از حد متوسط است. الگوی PNA با نوسان‌های شدید در قدرت و موقعیت جریان رودباد شرق آسیا همراه است.